# 쇼퍼스데이
쇼퍼스데이(Shoppersday)는 티켓몬스터, 쿠팡, 그루폰, 위메이크프라이스 등과 같은 대한민국의 소셜커머스 업체이다. 2011년 1월 17일에 서비스가 시작되었다.하루평균 방문자수 1만명, 하루 평균 페이지뷰는 12만 페이지다. 대한민국 최초 개방형 소셜커머스를 지향하며 기존 소셜커머스업체와는 달리 판매자와 구매자간의 벽을 허물고 자유롭게 소셜커머스를 진행할 수 있는 오픈 마켓형 소셜커머스이다. 오늘의 쇼퍼스데이, 원데이, 에브리데이를 통해 다양한 상품을 소비자에게 소개하여 홍보한다.

## 참고기사
- 국내최초 개방형 소셜커머스 '쇼퍼스데이'
- 명품수제화 전문몰 '리얼슈', 자유이용권 30% 할인
- 소셜커머스! 급변하는 시장에서 새로운 방향성을 찾아가고 있다![깨진 링크(과거 내용 찾기)]
- (소셜TOP10) ‘음식 전쟁’ 피자도 도전장[깨진 링크(과거 내용 찾기)]